# كوكاتو جنج جنج
كوكاتو جَنج جَنج (باللاتينية: Callocephalon fimbriatum) (بالإنجليزية: Gang-gang cockatoo)‏، هو جنس من الطيور يتبع فصيلة كوكاتو.